# Juan Marichal
Pour les articles homonymes, voir Marichal.
Juan Antonio Marichal Sanchez (né le 20 octobre 1937 à Laguna Verde, Monte Cristi, République dominicaine) est un ancien lanceur de baseball élu en 1983 au Temple de la renommée.
Il lance dans les Ligues majeures de baseball de 1960 à 1975, jouant les 14 premières de ses 16 saisons avec les Giants de San Francisco. Le grand droitier réussit 2 303 retraits sur des prises et sa moyenne de points mérités en carrière se chiffre à 2,89. Il mène le baseball majeur en 1969 avec une moyenne de points mérités de 2,10. Le 15 juin 1963, il réussit un match sans point ni coup sûr, le premier par un lanceur d'Amérique latine.
Considéré comme l'un des meilleurs lanceurs de son époque, et probablement le meilleur lanceur droitier des années 1960, Juan Marichal gagne anormalement peu de trophées individuels. Il ne reçoit jamais le trophée Cy Young et ses performances sont à l'époque souvent moins remarquées que celles de ses contemporains Sandy Koufax et Bob Gibson.
Marichal est invité neuf fois aux matchs des étoiles, incluant 8 participations en autant d'années de 1962 à 1969. Il est d'ailleurs nommé joueur du match en 1965. Ses performances se situent parmi les meilleures de l'histoire des matchs d'étoiles avec au total 18 manches lancées lors de ces rencontres et un seul point mérité accordé.
Il ne lance qu'un match de Série mondiale. Le 8 octobre 1962, il est le lanceur partant des Giants pour le 4e match d'une finale éventuellement perdue aux mains des Yankees de New York. Marichal n'accorde aucun point en 4 manches lancées, mais est remplacé après s'être blessé à la main en essayant, sans succès, de déposer un amorti en 5e manche.
Gagnant de 243 matchs, il connaît 6 saisons de plus de 20 victoires, menant la Ligue nationale avec 26 en 1968 et le baseball majeur avec 25 en 1963. Il mène les majeures avec 22 matchs complets en 1964 et 30 en 1968, et est premier en 1965 avec 10 blanchissages. Il réussit 244 parties complètes dont 52 jeux blancs en carrière. À 3 reprises, il lance plus de 300 manches par saison, dont son record personnel de 325 manches et deux tiers qui est le plus haut total de la Ligue nationale en 1968.

## «Le plus grand match jamais lancé»

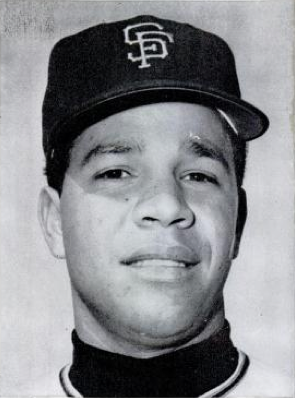
Juan Marichal en 1962.

Le 2 juillet 1963 au Candlestick Park de San Francisco, il est l'un des deux lanceurs partants en vedette dans ce qui a été baptisé « le plus grand match jamais lancé » (The Greatest Game Ever Pitched) ou, plus exactement, le plus grand duel de lanceurs partants de l'histoire des majeures,. Dans ce match gagné 1-0 par les Giants sur les Braves de Milwaukee, Marichal lance 16 manches, n'accordant aucun point sur 8 coups sûrs et 4 buts-sur-balles, et réussissant 10 retraits sur des prises. Son adversaire est Warren Spahn, un lanceur de 17 ans son aîné qui entrera lui aussi au Temple de la renommée après sa carrière. Spahn espace 9 coups sûrs en 15 manches et un tiers lancées mais est victime en fin de 16e du coup de circuit de Willie Mays qui met un terme à la rencontre et donne la victoire aux Giants. Marichal effectue 227 lancers et Spahn 201 dans ce match qui dure plus de 4 heures.

## Incident avec John Roseboro
Le 22 août 1965, alors que les Giants reçoivent à Candlestick Park leurs grands rivaux les Dodgers de Los Angeles, Marichal est au cœur d'une bagarre générale. Les esprits s'échauffent rapidement alors que les deux lanceurs partants, Marichal et Sandy Koufax, repoussent les frappeurs adverses avec des lancers à l'intérieur : Maury Wills des Dodgers et Willie Mays des Giants sont ainsi visés au cours des premières manches de la rencontre. L'arbitre au marbre a tôt fait d'avertir les lanceurs que le prochain lancer douteux leur vaudra d'être expulsé du match. Lorsque Marichal se présente au bâton en 3e reprise, Koufax ne le vise pas, mais son receveur John Roseboro, en retournant la balle au lanceur après le second tir, la fait délibérément passer sous le nez de Marichal. Ce dernier, qui affirma plus tard avoir été touché à l'oreille par la balle, se retourne et, dans un geste rarement vu sur un terrain de baseball, frappe deux fois Roseboro avec son bâton. Une mêlée générale s'ensuit où Marichal, qui brandit dangereusement son bâton, est agrippé par derrière par l'arbitre Shag Crawford, qui le projette au sol pour l'immobiliser.
Juan Marichal est suspendu pour huit jours par le baseball majeur. Cette suspension lui fait rater 10 matchs, deux programmes doubles étant joués durant cette période. La ligue lui impose la plus haute amende autorisée à l'époque : une somme de 1 750 dollars qui, ajustée pour inflation, serait équivalente à quelque 50 000 dollars cinquante ans plus tard, et représentait environ 3 pour cent du salaire de 60 000 dollars perçu par Marichal en 1965.
La coupure à la tête infligée à John Roseboro requiert 14 points de suture. Roseboro attaque ensuite Marichal en justice, exigeant 110 000 dollars mais acceptant finalement 7 500 dollars en échange de l'abandon de la poursuite. Les deux hommes deviennent par la suite amis, après la fin de leurs carrières respectives, et participent ensemble à des événements publics,.

## Style
Juan Marichal était reconnaissable au monticule pour l'un des styles les plus uniques de l'histoire : son high kick ou leg kick, c'est-à-dire sa façon d'envoyer la jambe gauche très haut, son pied gauche s'élevant au-dessus de sa tête. Au même moment, il envoyait son bras droit derrière. Cette technique avait notamment pour utilité de camoufler sa main droite et de compliquer la tâche d'un frappeur essayant d'apercevoir sa prise sur la balle pour deviner le type de lancer à venir,.
Marichal lançait à l'origine « de côté », le bras perpendiculaire au corps, après avoir copié la technique d'un joueur amateur dominicain nommé Bombo Ramos. En 1959 dans les ligues mineures aux États-Unis, l'entraîneur Andy Gilbert (en) l'encourage à lancer en passant la balle au-dessus de sa tête ; Marichal explique avoir développé cette technique du « coup de pied » car il était autrement incapable d'envoyer son bras droit si haut.
En 2005, une statue de bronze de Juan Marichal, réalisée par l'artiste William Behrends, est inaugurée à l'extérieur du AT&T Park de San Francisco, et représente le légendaire lanceur des Giants la jambe gauche levée au-dessus de sa tête.

## Premier Dominicain au Temple de la renommée
Juan Marichal est le premier joueur de République dominicaine élu au Temple de la renommée du baseball, et le seul jusqu'à l'entrée en 2015 de Pedro Martínez.
Marichal est voté au Temple à sa 3e année d'éligibilité : après avoir terminé 6e du vote en 1981 puis avoir raté l'élection par seulement 7 votes en 1982, il entre à Cooperstown en compagnie de Brooks Robinson en 1983.